# Longane (Sicile)
Longane ou Longone est une cité antique sicule en Sicile.
Elle était située sur un plateau, dominant le lit du fleuve Longanos, sur un site occupé dès l'âge du bronze. Elle n'est que très peu documentée.
Découverte par D. Ryolo, le site est étudié par Luigi Bernabò Brea et G.F. Carrettoni. La cité n'était pas protégée, mais elle possédait deux acropoles fortifiées, l'une au sud, l'autre au nord, sur le Monte Ciappa (442 m). Les fouilles ont dégagé un édifice sacré, mais pas d'habitations, laissant supposer des maisons en bois ou d’argile.
Non loin, près de Rodì Milici, de l'autre côté de la vallée, a été découverte une nécropole de l'âge du fer (VIIIe – VIIe siècles av. J.-C.) avec des tombes taillées dans la roche.